# 二甲九
二甲九，是臺灣新北市鶯歌區的一個地名，位於該區南部。相較於今日行政區，其範圍大致包括二甲里、南靖里西南端。

## 歷史
台灣清治末期至日治初期，二甲九地區為一街庄，稱為「二甲九庄」，隸屬於海山堡。該庄昔日東南及西南以大漢溪主流及分流與南靖厝庄、鳶山庄、中庄為界，西北邊為橋仔頭庄，東北邊為尖山庄。
1901年（日治明治三十四年）11月，該庄隸屬於桃園廳，編入第十六區。1905年（明治三十八年）7月，第十六區改稱「鶯歌石區」。1920年（大正九年），該庄改制並改名為「二甲九」大字，隸屬於臺北州海山郡鶯歌庄。1940年，鶯歌庄升格為鶯歌街。
戰後鶯歌街改制為鶯歌鎮，隸屬於臺北縣，大字亦改制為里。1946年8月，鶯歌、樹林分治，本地區仍隸屬鶯歌鎮。2010年12月，臺北縣升格為新北市，鶯歌鎮改制為鶯歌區。

## 交通
國道3號大致以東南－西北走向穿越二甲九地區，境內未設交流道。三鶯交流道雖在東側不遠處，但隔著大漢溪，必須繞路經二甲路、鄉道北83線（中正三路、尖山路）、市道110號（文化路）始能到達。